# Geranium favosum
Geranium favosum är en näveväxtart som beskrevs av Hochst. in G.W. Schimp.. Geranium favosum ingår i släktet nävor, och familjen näveväxter. Inga underarter finns listade i Catalogue of Life.